# 안젤리카 이폴리토
안젤리카 이폴리토(Angelica Ippolito, 1944년 9월 8일 ~ )는 이탈리아의 배우이다.

## 출연 작품
- 과르다미 (1999)
- Il mostro (1977)
- 오, 세라피나! (1976)